# El quimérico inquilino (novela)
El Inquilino (título francés original Le Locataire chimérique, en español El Quimérico Inquilino) es una novela de Roland Topor, ilustrador, pintor, escritor y cineasta francés. Originalmente publicado en Francia en 1964, El Quimérico Inquilino es la historia  de un parisiense de origen polaco, una exploración de alienación e identidad, que ahonda la cuestión de cómo nos definimos a nosotros mismos. Roman Polanski la llevó al cine en 1976.

## Ediciones
- El Quimérico Inquilino, Valdemar, Madrid, 2009, ISBN 978-1-933618-07-4 978-8477026-42-6

- Datos: Q3224059